# Pierre Viret

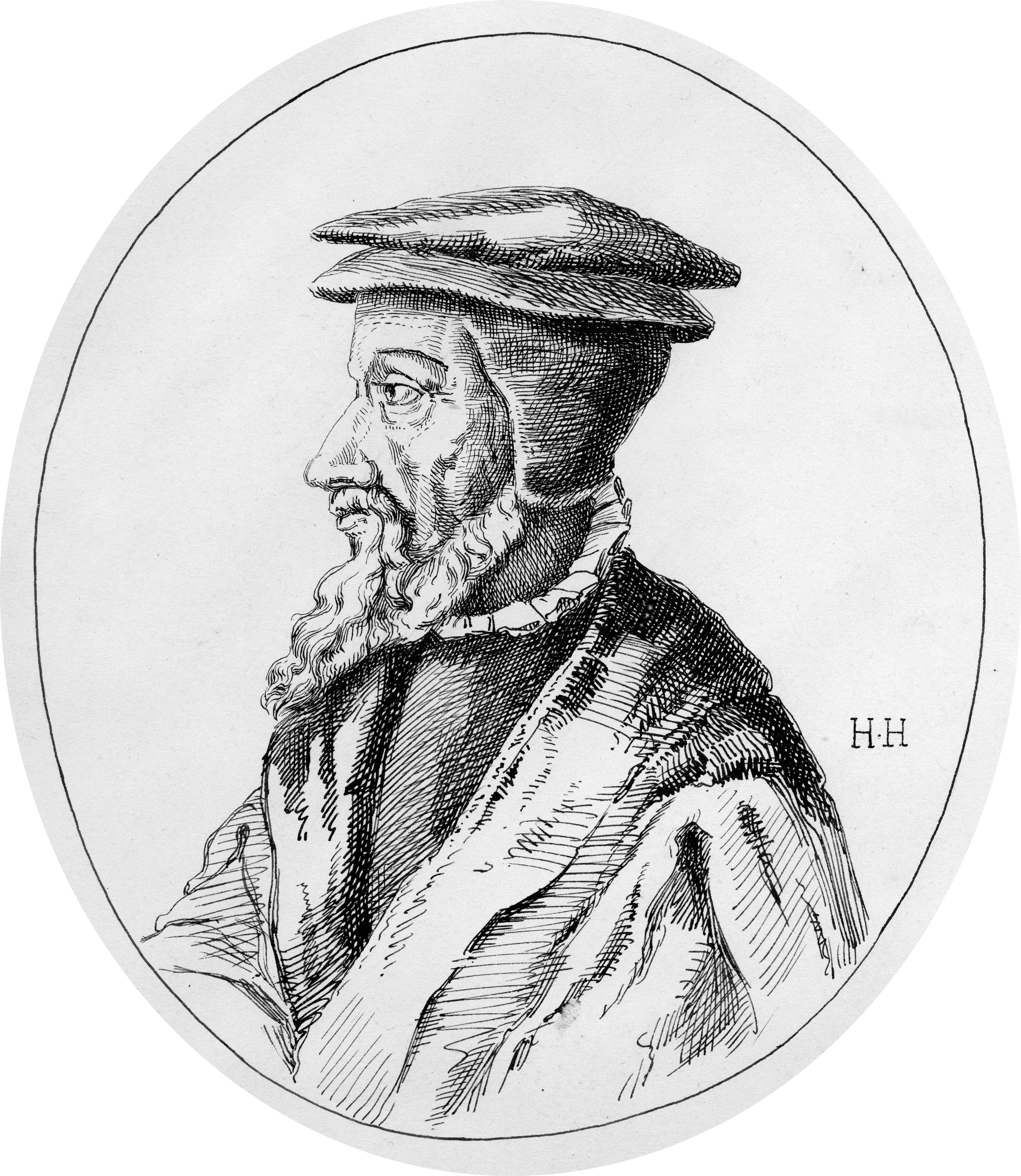
Pierre Viret

Pierre Viret (Orbe, 1511 - Orthez, 4 april 1571) was een Zwitsers protestants theoloog. Hij was de voornaamste hervormer afkomstig uit Franstalig Zwitserland.

## Levensloop
Hij werd geboren in Orbe (Vaud) als zoon van kleermaker Guillaume Viret. Hij werd door zijn vader naar Parijs gestuurd om te studeren aan het Collège Montaigu (1527-1530). Terug in Orbe ontmoette hij de Franse hervormer Guillaume Farel en deze ontmoeting zou zijn verdere leven sturen. Hij begon te preken in Grandson, Payerne, Neuchâtel (1533) en Genève (1534). Daar nam hij deel aan de strijd van Bern tegen de hertog van Savoye. Samen met Farel en Johannes Calvijn nam hij in oktober 1536 deel aan het godsdienstig dispuut van Lausanne, dat het begin van de reformatie van Vaud inleidde. Viret overleefde in 1535 een moordpoging met gif nadat hij eerder al een moordaanslag door een katholieke priester had overleefd. Deze gifaanval ondermijnde zijn gezondheid. In Lausanne werd hij pastor en gaf er ook les aan de protestantse academie, opgericht in 1537. Hij gaf vorm aan de protestantse kerk in Vaud. In 1559 was hij gedwongen Lausanne te verlaten na een dispuut met Bern en vestigde hij zich in Genève waar hij hielp de plaatselijke academie op te richten. Hij werkte er nauw samen met zijn vriend Calvijn.
In 1561 verhuisde hij naar Nîmes waar hij actief was in het pastoraal en het onderwijs. In augustus 1563 zat hij de nationale synode van Lyon voor. In 1565 moest hij Lyon verlaten nadat koning Karel IX alle predikanten verbande die buiten Frankrijk geboren waren. Hij vond toevlucht, eerst in Orange en daarna in Béarn. Daar stelde Jeanne d'Albret hem aan als hoofd van de protestantse academie van Orthez. Tijdens de Derde Hugenotenoorlog werd hij gedurende twee jaar gevangengezet door de katholieken. Hij stierf in 1571 toen hij zich klaarmaakte om de synode van La Rochelle bij te wonen.
Viret was een begenadigd spreker en schreef meer dan vijftig boeken.